# Erik Blix (rektor)
Erik Blix, född 10 juli 1915 i Brunskogs församling, Värmland, död 13 december 2005 i Stockholm, var en svensk lärare och rektor. Han var rektor vid lärarhögskolan 1966-1980.
Blix var son till Oscar Blix, överlärare i Ånge, och Ester Svensson.  Han blev fil.mag. i engelska, tyska och franska 1939, studerade i Oxford och blev fil.lic. i engelska 1944.
Blix började sin undervisningskarriär som lärare i Ånge och Sandviken innan han 1947 blev lektor vid Umeå högre allmänna läroverk och vid Folkskoleseminariet i Växjö 1954. År 1957 blev han rektor för Rostads folkskoleseminarium i Kalmar, år 1963 lektor vid Lärarhögskolan i Göteborg. Åren 1965-1966 var han undervisningsråd. Han blev 1966 rektor för Lärarhögskolan i Stockholm där han var verksam till sin pensionering.
Blix bidrog till att lärarhögskolan i Stockholm samlokaliserades i Fredhäll. Under hans tid där införlivades också Folkskoleseminariet för kvinnliga elever vid Maria Prästgårdsgata med lärarhögskolan och en lågstadielärarlinje inrättades. Han tillhörde utredningen 1960 års lärarutbildningssakkunniga (SOU 1965:29).

## Utmärkelser
- Kommendör av Nordstjärneorden, 1974.[2]